# 발레리오 얄론고
발레리오 얄론고(Valerio Jalongo, 1960년 5월 11일 ~ )는 이탈리아의 영화 감독, 각본가, 영화배우이다.
로마에서 태어났다.

## 영화
- 어 클래스 스토리 (2020년)
- 더 센스 어브 뷰티 (2017년)
- 스쿨 이즈 오버 (2010년)
- 왓 두 유 노우 어바웃 미 (2009년)
- 주크 박스 (1985년)